# Гофер, Андреас
Андреас Хофер (нем. Andreas Hofer; 22 ноября 1767, Sandwirt, Тироль — 20 февраля 1810, Мантуя, Ломбардия ) — тирольский народный герой, организатор и руководитель партизанской войны тирольских крестьян при поддержке Австрийской империи против французских, итальянских и баварских оккупантов в 1809 году. После полного отступления войск Французской империи взял на себя управление независимой территортей Тирольского Графства.
После Третьей Бергесельской битвы силы повстанцев были полностью разгромлены и Андреас вынужденно бежал в горы на юге графства, но позднее 28 января 1810 года был пойман и арестован в городе Мантуя, а 20 февраля 1810 года казнён. Его прах ныне покоится в успыпальнице церкви Хофкирхе в тирольском городе Инсбрук.

## Биография

### Молодые годы
Андреас Гофер был сыном содержателя постоялого двора (впоследствии он унаследовал отцовское дело). Родился в Сандхофе, близ Санкт-Леонхарда-им-Пицталь, Тироль, Австрия. Выполняя поручения отца, Андреас часто ездил в Северную Италию, где выучил итальянский язык. Был хорошим наездником и метким стрелком. В 1791 году 24-летний Андреас Гофер был избран депутатом в возрождённый Тирольский ландтаг (земский парламент).
Позднее Андреас служил капитаном тирольского ополчения, известного под неофициальным названием «вольные стрелки». В 1797 году Гофер, со своими стрелками, успешно оперировал против французского генерала Б. Жубера. Однако, в 1805 году Тироль снова был оккупирован французскими бонапартистами. Разбитая в Аустерлицком сражении, Австрия по Пресбургскому миру принуждена была уступить Тироль союзной Наполеону I Баварии. Баварские власти в 1806 г. ликвидировали Тирольский ландтаг, стали активно вмешиваться в церковные дела (были запрещены крестные ходы); расчленили страну, разделив её на три округа, напрямую подчинённых Мюнхену. При баварцах резко выросли налоги, объявлен был массовый рекрутский набор (тирольским юношам предстояло сражаться за химерические цели, за чужие амбиции), прекратилась транзитная торговля.

### Главнокомандующий Андреас Гофер
В 1808 году капитан Андреас Гофер, с несколькими земляками, отправился в Вену, где, при его деятельном участии, был составлен подробный план широкого народного движения в подъярёмном Тироле. Вскоре Гофер и его сподвижники (Хаспингер, Хормайр, Шпекбахер, Теймер и др.), путём устной пропаганды, сообщили этот план всему Тиролю. 
Горцы спускали по горным ручьям прессованные шары из смеси муки, угля и крови, которые д.б. подать сигнал к восстанию!
 — писал недоброжелательный к Гоферу, но отдававший ему должное французский историк Васт[кто?]…

8 апреля 1809 года передовой отряд Гофера атаковал баварские контингенты — а на другой день, когда Австрия объявила войну Франции. восстал весь Тироль. Наспех вооружённые повстанцы (немцы, итальянцы, ладины) повсеместно громили франко-баварские отряды, 11 апреля оккупанты были наголову разбиты под Штерцингом (Sterzing), 12 апреля — у холма Бергисель. 12 апреля ополчение Гофера вошло в тирольскую столицу Инсбрук, а затем принудила баварскую армию к капитуляции. В Тироль вошли австрийские войска, которые при поддержке населения восстановили австрийскую власть в графстве. 
По всей Северной Германии превозносили Андреаса Гофера, Иосифа Шпекбахера и их товарищей, как общегерманских национальных героев!
 — писал немецкий историк Артур Клейншмидт.
И хотя уже в мае новая французская армия вытеснила австрийцев из Тироля и оккупировала Вену, тирольцы не сложили оружия. Гофер вновь разбил баварцев у Бергисель и 30 мая торжественно вступил в Инсбрук.
Когда после битвы при Ваграме между Наполеоном и Австрией было заключено перемирие, по условиям которого Тироль был вновь уступлен Баварии, и его заняли 40 000 французов, баварцев и саксонцев, то Гофер снова поднял знамя восстания. Он собрал отряд тирольцев в несколько тысяч человек и разбил французов под начальством Ф. Лефевра. Инсбрук снова приветствовал победоносный отряд Гофера, и ландтаг избрал народного вождя главнокомандующим и правителем Тироля.
В военных и гражданских вопросах Гофер был связан обязательствами перед австрийским двором. Гофер управлял Тиролем до заключения Венского мира, за что был награждён австрийским императором золотой цепью и медалью. Когда прошла весть об условиях мира, в силу которого Тироль оставался за Баварией, Гофер и его товарищи были ошеломлены и не знали, что делать.

### Смерть героя
Вначале Гофер принял решение подчиниться судьбе — и издал прокламацию, в которой убеждал народ покориться решению императора. Но вскоре, увлеченный ложными сведениями о вступлении австрийских войск в Тироль, об их «блестящих победах», подстрекаемый некоторыми земляками-тирольцами, требовавшими не упускать удобный момент, он решился снова поднять оружие.
На сей раз удача от Гофера отвернулась, враги захватывали одну долину за другой. Андреас Гофер, не желая покидать Тироль, с женой и детьми бежал в горы и укрылся в наспех построенном шалаше. Некий юноша по имени Франц Раффль (Franz Raffl), сосед и недруг Гофера, прельщенный наградой в 1500 гульденов, выдал французам убежище вождя и героя.

Гофер был схвачен и привезён в захваченную французами итальянскую Мантую.  По приговору военного суда и по приказу Наполеона I (написанному ещё до вынесения приговора), главнокомандующий и правитель Тироля Андреас Гофер был расстрелян 20 февраля 1810 г. Он не позволил французам завязать себе глаза, отказался встать на колени, и сам скомандовал: «Стреляй!». Первый залп ранил Гофера, он удержался на ногах и воскликнул: 
Да здравствует добрый кайзер Франц!
 Второй залп повалил Гофера на землю и раздробил ему лицо, но главком был ещё жив. Тогда солдат-люксембуржец Мишель Эйфес (Eiffes) подошёл к Гоферу и выстрелил ему в висок. 

Известие о последних словах народного героя, повергло в смущение австрийский двор, к тому времени уже примирившийся с Наполеоном и ведший дело к женитьбе французского императора  на дочери императора Франца — Марии-Луизе. Тем не менее, 
Австрия осталась молчаливой свидетельницей казни Гофера.
 — писал Артур Клейншмидт.

## Память о Тирольском восстании
- 1810 — немецкий поэт И. фон Эйхендорф написал стихотворение, посвящённое казни Гофера, ставшее народной песней.
- 1813 — Гоферу посвятил стихотворение немецкий поэт Теодор Кёрнер.
- 1816 — П. Виганд написал драму о Гофере.
- 1817 — австрийский придворный историограф Йозеф фон Гормайр, друг и соратник Гофера, выпускает в свет книгу «Легендарный Андреас Гофер». Гормайр не раз высказывал обвинения против канцлера Меттерниха в трусливом предательстве Гофера и восставших тирольцев.
- 1823 — Останки Андреаса Гофера торжественно перевезены из Мантуи в Инсбрук и погребены в придворной церкви.
- 1826 — Гоферу посвятили свои стихи Ф. де ла Мотт Фуке и П. Цингерле.
- 1831 — немецкий поэт Юлиус Мозен, написал стихотворение «Из Мантуи шёл смело Андреас Гофер в бой».
- 1832 — Карл-Лебрехт Иммерман написал драму «Андреас Гофер».
- 1834 — торжественно открыт памятник Андреасу Гоферу в Инсбруке, на холме Бергизель. Надпись на памятнике гласит: «За Бога, императора и Отечество» (Für Gott, Kaiser und Vaterland). Вдову и нисходящих потомков Гофера император возвёл в дворянское достоинство…
- 1844 — Немецкий композитор Леопольд Кнебельсбергер положил на музыку стихотворение Мозена, «Из Мантуи шёл смело…».
- 1850 — Б. Ауэрбах написал драму о Гофере.
- 1852 — В Инсбруке выходят книги Бэды Вебера, «Андреас Гофер в 1809 году» и Йозефа Раппа, «Тироль в 1809 году».
- 1859 — Клара Мундт написала (под псевдонимом Л. Мюльбах) роман о Гофере, а Л. Бем - драму о нём.
- 1862 — романы о Гофере написали Г. Дрейер и Б. фон Шелих.
- 1872-76 — Немецкий художник Франц Дефреггер посвятил Гоферу серию картин: «Перед штурмом», «Андреас Гофер в Инсбрукском замке», «Накануне битвы у горы Изель» и «Шествие Андреаса Гофера на казнь». Памятник Гоферу близ Инсбрука
- 1892 — Г. Ганске написал драму о Гофере.
- 1909 — К 100-летию восстания в Инсбруке вышла монография Йозефа Хирна «Тирольское восстание 1809 года». В городе Гота (Gotha) вышла книга Ганса фон Вольтелини, «Исследование и вклад в историографию Тирольского восстания 1809 года».
- 1910 — роман о Гофере написал Ф. Вихманн.
- 1932 — Режиссёр Луис Тренкер, уроженец Южного Тироля сделал художественный фильм «Бунтарь» (Der Rebell, студия Deutsche Universal-Film), где сам снялся в главной роли Северина Андерлана (Severin Anderlan). Место действия — Тироль, 1809 год. По сюжету, «Андерлан» поднимает тирольских крестьян на борьбу с французскими оккупантами, одерживает победы, терпит поражение, попадает в плен и гибнет от вражеских пуль.
- 1933 — Выходит в прокат англоязычная версия вышеупомянутой кинокартины (студия Universal Pictures). В апреле того же года Луис Тренкер издаёт сценарий «Бунтаря», переработанный в исторический роман. Да будет наша любовь к Отечеству, любовь к родине и народу столь же священной, как вера в Бога, живущая в нашей душе. Да будет благословенна и безупречна наша память о тех, кто боролся и сложил голову за родной дом и Отечество! Их дух живёт среди нас, наполняя нас силой и надеждой. Во имя памяти героев 1809 года, я посвящаю эту книгу молодёжи Германии. — писал Тренкер в предисловии к роману.
- 1935 — роман о Гофере написал Э. Г. Рейнальтер.
- 1948 — Тирольский ландтаг утвердил официальным гимном австрийской федеральной земли Тироль песню «Из Мантуи шёл смело Андреас Гофер в бой» (слова Мозена, музыка Кнебельсбергера).
- 1950 — В честь Андреаса Гофера выпущена почтовая марка Австрии (портрет Гофера).
- 1959 — В Инсбруке выходит книга Карла Паулина, «Жизнь Андреаса Гофера».
- 1960 — В Инсбруке выходит обзор Х. Хохенегга «Библиография Тирольского освободительного восстания 1809 года».
- 1984 — В Мюнхене выходит книга Вольфганга Пфаундлера и Вернера Кёфлера, «Тирольское освободительное восстание 1809 года, под руководством Андреаса Гофера: в портретах, иллюстрациях, документах».
- 1984 — В честь Андреаса Гофера выпущена почтовая марка Австрии (Гофер на сходке тирольцев).
- 1992 — В Дюссельдорфе выходит книга Гумберта Финка, «Из Мантуи шёл смело: жизнь Андреаса Гофера».
- 1994 — В Граце выходит книга Ганса Магеншаба, «Андреас Гофер: между Наполеоном и кайзером Францем».
- 1996 — В Вене выходит книга Карла Паулина, «Андреас Гофер и Тирольская освободительная борьба 1809 года».
- 1998 — В Римини выходит коллективный труд «Андреас Гофер: герой борьбы за веру» (Andreas Hofer eroe della fede).
- 1999 — В Тренто выходит книга итальянского историка Альдо Бертолучча, «Андреас Гофер: бородатый генерал (народный герой Тироля)». В Мантуе выходит книга итальянского историка Роберто Сарци, «Андреас Гофер: казнь в Мантуе. Жертва наполеоновского деспотизма».
- 2000 — В Мантуе выходит книга Роберто Сарци, «Андреас Гофер: Из Мантуи шёл смело…». В Париже выходит книга Жана Севилья, «Тирольский шуан: Андреас Гофер против Наполеона».
- 2002 — В Лейтахе (Leutasch) выходит книга Феликса Миттерера, «Андреас Гофер: орлиная смелость». В Инсбруке выходит книга Бернхарда Сандбихлера (Bernhard Sandbichler), «Андреас Гофер в 1809 году». Был снят художественный фильм «Андреас Гофер». В главной роли снялся Т. Моретти.
- 2006 — В Вене выходит книга Ганса Магеншаба, «Андреас Гофер: восстание в Альпах».
- 2007 — В Инсбруке вышла книга Виктора Шемфиля (псевдоним Бернхарда Мертельседера), «Тирольское освободительное восстание 1809 года».
- 2008 — В Инсбруке вышли книги Рейнхарда Хеёденрейтера, «Тироль под Баварским львом»; Йозефа Фехтингера, «Андреас Гофер: судьба идеи» и Мейнрада Пиццинини, «Андреас Гофер, его эпоха — его жизнь — его миф».
- 2009 — К 200-летию Тирольского восстания, Австрийский монетный двор выпустил 6 мая 2009 года памятную серебряную монету «Сопротивление тирольцев», номиналом 5 евро. На реверсе монеты изображены Андреас Гофер и знаменосец Джузеппина Негрелли (Giuseppina Negrelli, 1790—1842), итальянка из Южного Тироля. Дизайн реверса разработал Томас Пезендорфер.
- 2016 — К. Э. Козубский написал стихотворение «Капитан Гофер».